# لودویک سیلبرستین
 لودویک سیلبرستین (انگلیسی: Ludwik Silberstein؛ زاده ۱۸۷۲ درگذشته ۱۷ ژانویهٔ ۱۹۴۸) یک فیزیک‌دان اهل لهستان بود. 